# Sfafaa
Sfafaa (franska: Sfafaa (CR), Sfafaa (Commune Rurale), arabiska: الخنيشات) är en kommun i Marocko.   Den ligger i provinsen Sidi Slimane och regionen Rabat-Salé-Kénitra, 90 km öster om huvudstaden Rabat. Antalet invånare är 18 799.